# セプテーニ・ホールディングス
株式会社セプテーニ・ホールディングス（英: SEPTENI HOLDINGS CO.,LTD.）は、東京都新宿区に本社を置き、デジタルマーケティング事業、メディアプラットフォーム事業を手がける子会社を統括する電通グループ傘下の純粋持株会社。

## 概要
デジタルマーケティング事業はデジタル広告の販売と運用をはじめ、データやAIを活用したソリューションの提供、電通グループとの提携によるオンライン・オフライン統合によるマーケティング支援等を通じて、企業のデジタルトランスフォーメーション（DX）の総合的な支援を手がけている。メディアプラットフォーム事業では、社内ベンチャーから生まれた「就職・採用」「社会貢献」に関するプラットフォーム型の事業や、近未来の成長分野や社会課題に着目し、グループで保有する資産を飛び地の産業界で活用する事業を展開している。海外は米国、シンガポール、ベトナム、韓国、中国、インドネシア、マレーシアに現地法人を設立し、本格事業展開の基盤構築を進めている。

### 社名の由来
社名の「Septeni」はラテン語で「7つずつ」という意味。7人で設立し、7課、7部門へと発展させ、子会社7社を上場できるようにしたいとの期待を込めて命名。

## 沿革
- 1990年 - リクルート出身の七村守が、株式会社セプテーニ・ホールディングスの前身となる株式会社サブ・アンド・リミナルを設立。人材採用コンサルティングサービスを提供。
- 1993年3月 - DM事業を開始
- 1999年 - 佐藤光紀が社内の新規事業開発部専門部署「ひねらん課」を設立。インターネット広告事業の準備段階としてメールマガジン広告に関するサービスを開始。
- 2000年
  - 3月 - 株式会社セプテーニに社名変更。
  - 4月 - インターネット広告代理事業を開始。
- 2001年
  - 8月 - ジャスダックに上場。
  - 9月 - 株式会社ハイジ（現・アクセルマーク）を子会社化。
- 2002年3月 - 本社を東京都新宿区西新宿一丁目に移転。
- 2003年9月 - 本社を東京都新宿区西新宿六丁目に移転。
- 2004年
  - CEO代表取締役会長に七村守が、CFO代表取締役社長に野村宗芳がそれぞれ就任。
  - 6月 - トライコーン株式会社を子会社化。
- 2006年
  - 4月 - 株式会社セプテーニ・ダイレクトマーケティングを設立。
  - 10月 - 持株会社体制へ移行し、社名を株式会社セプテーニ・ホールディングスに変更するとともに、インターネット広告事業を新設分割によって「株式会社セプテーニ」に、DM事業を吸収分割によって「株式会社セプテーニ・ダイレクトマーケティング」にそれぞれ承継させる。
- 2007年4月 - 本社を東京都新宿区大京町24番地に移転。
- 2009年 - 代表取締役社長に佐藤光紀が就任。
- 2011年
  - 10月 - アクセルマークとエフルートが合併。
  - 12月 - 本社を東京都新宿区西新宿8丁目に移転。
- 2013年2月 - コミックスマート株式会社を設立し、マンガコンテンツ事業を開始。
- 2014年10月 - セプテーニ・ダイレクトマーケティングの全株式をゼンリンへ譲渡[3]。
- 2016年10月 - Septeni Asia Pacific Pte. Ltd.を通じて、Lion Digital Global LTDの株式を取得し子会社化。
- 2018年10月 - アクセルマークの株式を一部譲渡し、持分法適用関連会社化。
- 2019年3月 - 株式会社電通と資本業務提携[4]。電通が株式公開買付けにより議決権所有割合ベースで20.99%の株式を取得し、筆頭株主及びその他の関係会社となる[5]。アクセルマークを持分法適用関連会社から除外。
- 2021年
  - 4月 - 株式会社Pharmarketの全株式を譲渡。
  - 10月 - 株式会社電通グループとの間で新たな資本業務提携契約を締結。
- 2022年
  - 1月 - 株式会社電通グループに対して第三者割当増資を行い、電通グループが当社の親会社となる[6]。
  - 1月 - 株式会社電通ダイレクトを株式交換により子会社化
  - 1月 - 株式会社電通デジタルの株式を一部取得し、持分法適用関連会社化
  - 4月 - 東京証券取引所の市場区分の見直しにより、東京証券取引所スタンダード市場へ移行
  - 11月 - and factory株式会社と資本業務提携契約締結し、持分法適用関連会社化[7]
- 2023年11月 - 当社の子会社である株式会社セプテーニの子会社であるJNJ INTERACTIVE INC.（孫会社）の発行済株式の全てを、株式会社ベクトルの子会社である Vector Com Inc.へ譲渡[8]
- 2024年3月 - コミックスマート株式会社の持続的な成長及び事業価値の最大化のため、当社が保有するコミックスマート株式116,400株のうち74,000株を売却し、持分法適用関連会社化[9]
- 2024年4月 - 代表取締役 グループ社長執行役員に神埜雄一が就任

## 関連会社（子会社）
- 株式会社セプテーニ
  - Septeni Japan株式会社
  - MANGO株式会社
  - 株式会社ハイスコア
  - 株式会社セプテーニ・クロスゲート
  - Septeni Ad Creative株式会社
  - 株式会社デライトチューブ
  - Septeni Asia Pacific Pte. Ltd.
    - Lion Digital Global LTD

  - Septeni America, Inc.
  - 七域広告（北京）有限公司
  - SEPTENI TECHNOLOGY CO., LTD.
- 株式会社セプテーニ・データ・ソリューションズ
  - 株式会社FLINTERS - 旧・セプテーニ・オリジナル
    - 株式会社FLINTERS BASE
    - FLINTERS VIETNAM CO., LTD.

  - トライコーン株式会社
  - ミロゴス株式会社
- 株式会社電通ダイレクト
  - 株式会社電通エルフトアーキテクト
- 株式会社ビビビット
- gooddo株式会社
- 株式会社TowaStela
- 株式会社アルファブル
- PERF株式会社
- LIVAND株式会社
- 株式会社人的資産研究所
- 株式会社セプテーニ・インキュベート
- 株式会社サインコサイン